# NAIRU
NAIRU (англ. non-accelerating inflation rate of unemployment) — «естественный уровень безработицы», не ускоряющий инфляцию. NAIRU задаёт теоретический уровень безработицы, при снижении которого инфляция растет. Впервые он был введен как NIRU (неинфляционный уровень безработицы) Франко Модильяни и Лукасом Пападемосом в 1975 году как усовершенствование концепции «естественного уровня безработицы», которая была ранее предложена Милтоном Фридманом.
В целом данное понятие является ответным шагом на экспансию кейнсианского подхода в формировании государственной политики.

## Происхождение
Наиболее раннее упоминания понятия естественного уровня безработицы можно найти в работе Аббы Лернера, где она названа «низкой полной занятостью», достигаемой благодаря расширению совокупного спроса, в отличие от «высокой полной занятости» которая формируется путем реализации политики доходов (контроля заработной платы и уровня цен) для стимулирования спроса. Фридрих фон Хайек утверждал, что правительства, пытающиеся добиться полной занятости, ускорят инфляцию, потому что навыки некоторых людей бесполезны.
Эта концепция возникла в результате популярности кривой Филлипса, которая суммировала наблюдаемую отрицательную корреляцию между уровнем безработицы и уровнем инфляции для ряда промышленно развитых стран с более или менее смешанной экономикой. Эта корреляция (ранее замеченная Ирвином Фишером для США) убедила некоторых аналитиков, что правительство не может одновременно достигать и низкий уровень безработицы, и стабильность уровня цен. И, следовательно, роль правительства должна была заключаться в поиске компромисса между безработицей и инфляцией, которая будет соответствовать выработанному социальному консенсусу.
В 1970-х годах в Соединенных Штатах и некоторых других промышленно развитых странах анализ кривой Филлипса стал менее популярным, поскольку инфляция росла одновременно с безработицей (см. стагфляцию). Вследствие этого, многие экономисты стали опасаться, что кривая Филлипса не имеет практически базы. Критики данного анализа (например, Милтон Фридман и Эдмунд Фелпс) утверждали, что кривая Филлипса не может быть фундаментальной характеристикой общего равновесия, что также показали статистические данные. В их контр-анализе указывается, что государственная макроэкономическая (монетарная) политика, направленная на достижение низкой безработицы, создает инфляционные ожидания, что приводит к неуклонному ускорение инфляции, а не сокращение безработицы.
В результате была сформирована рекомендация, что экономическая политика государства должна быть направлена не на абсолютное сокращение безработицы до нуля, но до уровня естественной безработицы. При безработице, меньшей естественного уровня, активная экономическая политика не требуется.

### Гипотеза естественного уровня
Идея, лежащая в основе гипотезы естественной ставки, выдвинутая Фридманом, заключалась в том, что любая структура рынка труда должна включать определённую долю безработицы, в том числе фрикционную безработицу, связанную с изменением работы отдельных лиц, и классическую безработицу, возникающую из-за искажения рынка труда вследствие: удержания реальной заработной платы выше рыночного уровня, применении законов о минимальной заработной плате, деятельности профсоюзов и других институтов рынка труда. Неожиданная инфляция может позволить безработице упасть ниже естественного уровня из-за временного снижения реальной заработной платы, но этот эффект исчезнет, как только будут скорректированы ожидания относительно инфляции. Только при непрерывно ускоряющейся инфляции уровень безработицы может быть ниже естественного уровня.

### Понятие NAIRU
Терминология NAIRU, не подразумевает приверженность какому-либо конкретному теоретическому объяснению, какому-либо конкретному предпочтительному политическому средству решения проблемы или способу прогнозирования. Франко Модильяни и Лукас Пападемос определили «неинфляционный уровень занятости» (NIRU) как уровень, выше которого можно ожидать снижения инфляции, и попытались оценить его по эмпирическим данным.
Особенность терминологии Джеймс Тобин объясняет желанием избежать последствий для концепции «естественного» уровня. Он также подчеркивает, что понятие естественной безработицы должно рассматриваться в тесной связке с фридмановским взглядом на влияние уровня безработицы на общее равновесие. При этом, если Фридман рассматривает статичные экономические модели, то с помощью NAIRU возможно рассмотрение моделей, далеких от равновесия.

### Особенности названия
Аббревиатура NAIRU содержит неточность: NA происходит от «non-accelerating», то есть «не ускоряющийся», тогда как в реальности подразумевается только «изменение» уровня безработицы

## Свойства
Если {\displaystyle U*} — это NAIRU, а {\displaystyle U} — фактический уровень безработицы, то теория говорит, что:
если {\displaystyle U<U*} в течение нескольких лет, инфляционные ожидания растут, то, следовательно, фактический уровень инфляции также растет;
если {\displaystyle U>U*} в течение нескольких лет инфляционные ожидания падают, поэтому уровень инфляции имеет тенденцию к снижению (наблюдается дезинфляция);
если {\displaystyle U=U*} уровень инфляции, как правило, остается неизменным, если только не происходит внешний шок.
Закон Оукена может быть сформулирован так: каждый процентный пункт, на который фактический уровень безработицы превышает «естественный» уровень безработицы, приводит к уменьшению реального валового внутреннего продукта на 2 % до 3 %.
Предполагается, что уровень самого NAIRU будет колебаться с течением времени, поскольку взаимосвязь между уровнем безработицы и давлением на уровень заработной платы зависит от производительности, демографии и государственной политики.

## Отношения с другими экономическими теориями
Большинство экономистов не видят в теории NAIRU объяснения всей инфляции. Вместо этого можно двигаться по краткосрочной кривой Филлипса (хотя теория NAIRU говорит, что эта кривая смещается в долгосрочной перспективе) так, что безработица может расти или падать из-за изменения инфляции. Также возможна внешняя инфляция, вызванная шоком предложения, как в случае «энергетических кризисов» 1970-х годов или кредитного кризиса начала 21-го века.
Теория NAIRU использовалась в качестве аргумента «против» кейнсианского активного управления спросом, а также аргументом «за» — в пользу свободных рынков. Вместо этого монетаристы утверждают, что правильный подход к безработице — это микроэкономические меры (чтобы снизить NAIRU независимо от его уровня), а не макроэкономическая активность, основанная на оценке NAIRU в отношении фактического уровня безработицы. Они считают, что денежно-кредитная политика должна быть направлена на стабилизацию уровня инфляции.

## Критика
Поскольку NAIRU может изменяться со временем, любые оценки NAIRU в любой момент времени имеют относительно широкий диапазон ошибки, что уменьшает его ценность как инструмента выработки политики. Поскольку NAIRU определяется по уровню инфляции и безработицы, а связь между этими переменными со временем меняется, то некоторые экономисты задаются вопросом, существуют ли какие-либо реальные эмпирические доказательства для всей вышеизложенной теории естественной безработицы.
Анализ NAIRU особенно проблематичен, если кривая Филлипса показывает гистерезис, то есть, если эпизоды высокой безработицы поднимают NAIRU. Это может произойти, например, в случае, если безработные рабочие теряют навыки, поэтому работодатели предпочитают повышать заработную плату существующих работников при увеличении спроса, а не нанимать безработных.
Некоторые экономисты, которые выступают за предоставление государственной гарантий занятости, такие как Билл Митчелл, утверждают, что создание государством «буферной» занятости для людей, неспособных найти работу в частном секторе (см. NAIBER).